# Predigerseminar Finkenwalde

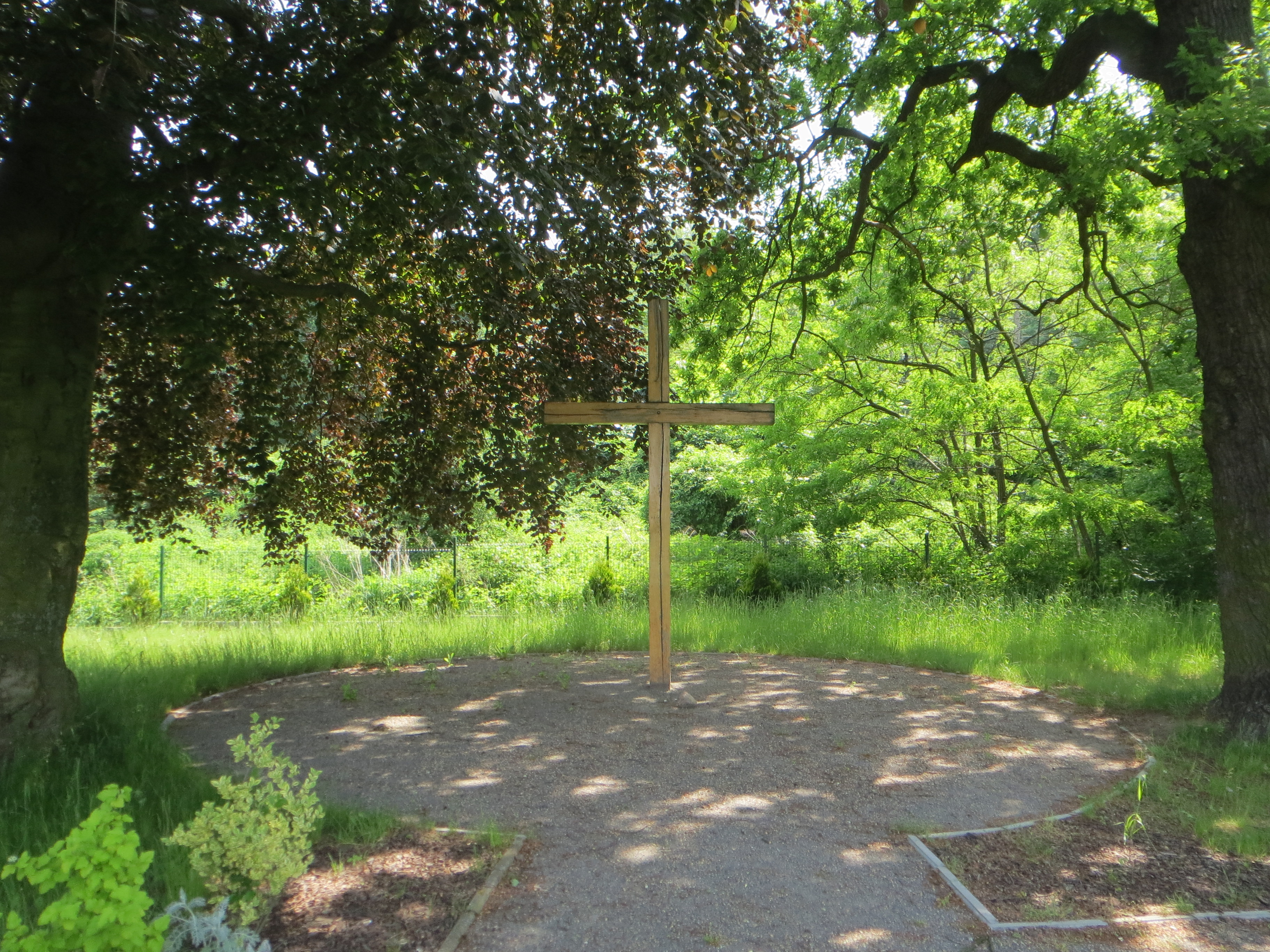
Garten der Stille und Meditation

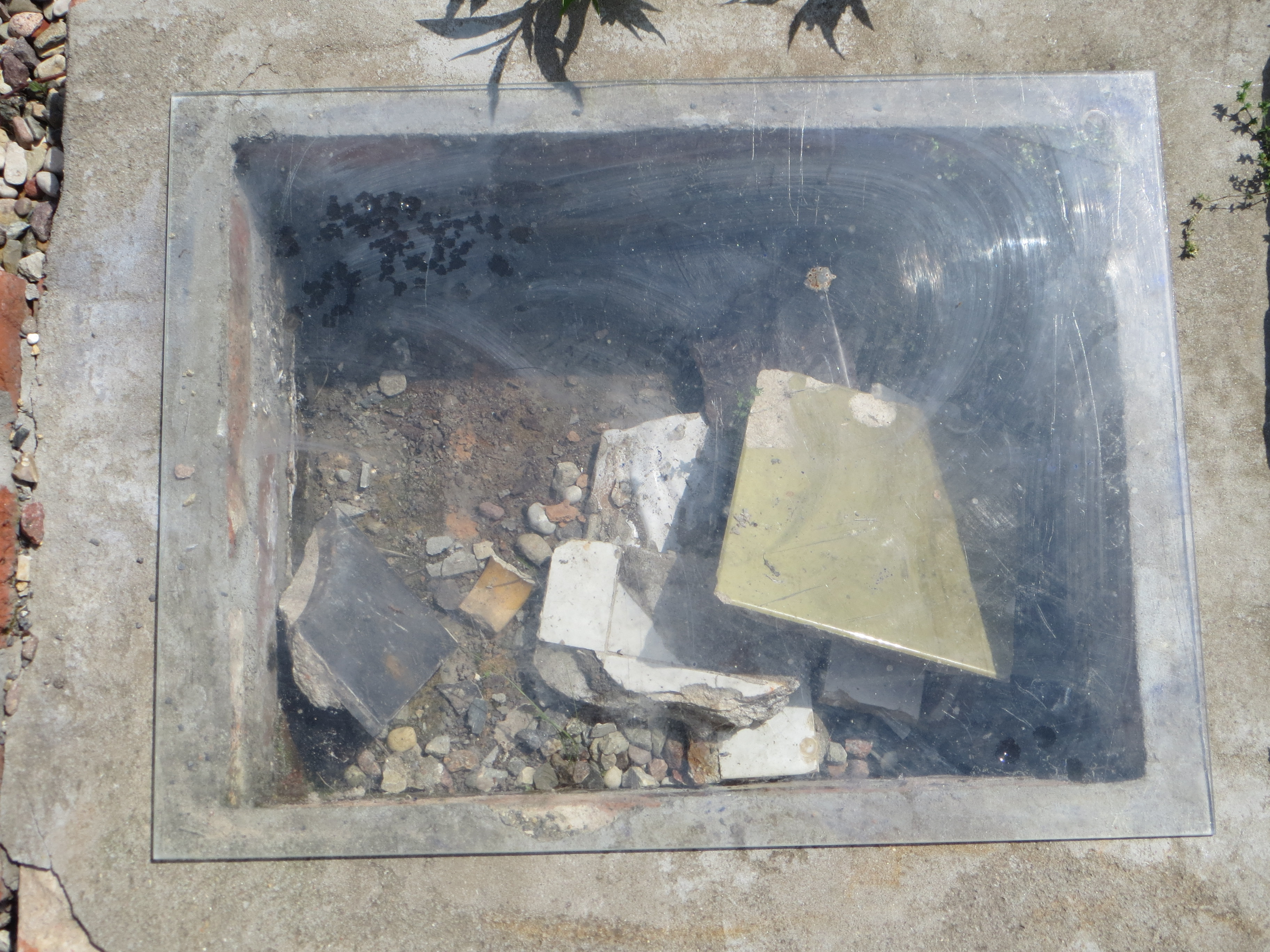
Reste des nach 1945 abgerissenen Gebäudes

Das Predigerseminar in Finkenwalde war eine Einrichtung der Bekennenden Kirche der Altpreußischen Union von 1935 bis 1937 zur Ausbildung angehender Pfarrer. Es befand sich in Finkenwalde (heute Zdroje), einem Vorort von Stettin. Dietrich Bonhoeffer leitete das Seminar. Finkenwalde ist der Ort, an dem Bonhoeffer die Nachfolge niederschrieb sowie mit Aszetik und kommunitärer Lebensweise Erfahrungen sammelte.
Seit 2012 befindet sich auf dem Gelände des Predigerseminars ein Garten der Stille und der Meditation (Ogród Ciszy i Medytacji im. ks. Dietricha Bonhoeffera).

## Das Haus und seine Nutzung
Das Predigerseminar nutzte angemietete Räume im ehemaligen Karbeschen Gutshaus (Waldstraße 5). Zuvor war hier ein privates Internat untergebracht gewesen, das im Zuge der NS-Schulpolitik schließen musste. Aus dieser Zeit gab es noch eine Turnhalle; an den Altbau des Herrenhauses war ein moderner Flügel angebaut worden. Dieses Herrenhaus war ein zweigeschossiger Putzbau auf längsrechteckiger Grundfläche. Der Mittelrisalit an der Hofseite markierte den Haupteingang, der beiderseits von großen Bäumen beschattet war. Die Räumlichkeiten waren für die Nutzung als Seminar wenig geeignet und auch baulich in schlechtem Zustand. Im Erdgeschoss gab es einen zentralen Raum mit Kamin, der als Aufenthaltsraum diente. Dieses Kaminzimmer wurde von Bonhoeffer mit wechselnden Rembrandtzeichnungen ausgestattet. Beiderseits befanden sich der Speisesaal und der Unterrichtsraum. Im Obergeschoss war der Schlafsaal. Möbel und Bücher kamen durch Spenden zusammen. Bonhoeffer selbst sorgte für den Grundstock der Seminarbibliothek. Es gab ein Musikzimmer mit zwei Bechsteinflügeln.
In der Turnhalle richteten die Kandidaten unter Anleitung von Wilhelm Groß ihre Kapelle ein. Über dem Altar schrieben sie in goldenen Buchstaben das griechische Wort HAPAX, „Ein für allemal“, auf die Wand. Mit diesem Motto bezog man sich auf die Christologie der Barmer Theologischen Erklärung und grenzte sich von den Deutschen Christen ab. Groß trug außerdem den Einband zur Altarbibel sowie die Holzplastik eines Propheten zur Kapelle bei.
Der Alltag war auch nach damaligen Begriffen spartanisch. Alle Kandidaten teilten sich einen großen Schlafsaal im ersten Stock. Dort waren 25 Betten in zwei Reihen aufgestellt. Wäsche war selbst mitzubringen; als privaten Stauraum gab es für jeden einen Spind im Flur. Die kleinen Schlafzimmer aus der Zeit der Nutzung als Internat dagegen wurden als Arbeitsräume für je drei Personen mit Schreibtischen und Regalen eingerichtet. Wer der von Bonhoeffer gegründeten Kommunität, dem „Bruderhaus“, beitrat, bezog eines der Einzelzimmer im Erdgeschoss des Neubaus, die sogar mit Waschgelegenheiten ausgestattet waren. Bonhoeffer bewohnte ein eigenes Zimmer über der Garage.

## Predigerseminar
Der altpreußische Bruderrat unterhielt insgesamt fünf Predigerseminare: in Wuppertal-Elberfeld, Bielefeld-Sieker, Bloestau, Naumburg/Queis und Finkenwalde.
Dietrich Bonhoeffer wurde vom Bruderrat als Direktor des Finkenwalder Seminars angestellt, Wilhelm Rott als Studieninspektor. (Nach dem vierten Kurs schied Rott aus, und Fritz Onnasch übernahm diese Aufgabe.) Die meisten Seminaristen kamen aus Berlin-Brandenburg, einige auch aus Pommern, Ostpreußen und der Provinz Sachsen.
Der Lehrplan umfasste die üblichen Fächer: Homiletik, Katechetik, Seelsorge, Liturgik, „Amt und Kirche“. Rott unterrichtete Katechetik, dazu den Heidelberger Katechismus. Bonhoeffer behielt sich die Homiletik vor und bot zusätzlich ein Seminar über die Nachfolge an. Das Buch gleichen Namens entstand aus seinen Vorlesungsmanuskripten und wurde am 26. August 1937 abgeschlossen, zum Advent 1937 lag es dann gedruckt vor.

## Bruderhaus
Beim Bruderhaus handelte es sich um eine von Bonhoeffer gegründete Kommunität, die im Predigerseminar kontinuierlich wohnen und ein geistliches Leben (vita communis) pflegen sollte. Bonhoeffer beantragte die Freistellung der daran interessierten jungen Theologen am 6. September 1935. Gründungsmitglieder waren Joachim Kanitz, Winfried Maechler, Albrecht Schönherr, Horst Lekszas (gefallen), Fritz Onnasch, Eberhard Bethge. Später gehörten weitere Brüder zu diesem Konvent: Willi Brandenburg (gefallen), Richard Grunow, Karl Ferdinand Müller, Horst Thurmann, Otto Karl Lerche (gefallen) und Paul Wälde (gefallen).

## Finkenwalder Seminaristen
Außer den genannten Mitgliedern des Bruderhauses durchliefen unter anderem auch folgende Theologen die Ausbildung in Finkenwalde: Otto Dudzus, Gerhard Ebeling, Erich Klapproth, Werner Koch.

## Schließung
Das Ende aller Ausbildungseinrichtungen der Bekennenden Kirche kam mit einem Erlass des Reichsführers SS, datiert auf den 29. August 1937, der aber zunächst nicht bekannt wurde. So endete das Semester in Finkenwalde planmäßig am 8. September, und das Haus stand danach fast leer. Studieninspektor Onnasch nahm den Schließungsbefehl der Geheimen Staatspolizei am 28. September 1937 entgegen. Sie versiegelte das Haus. Da es nicht gelang, eine Revision in Gang zu setzen, musste der Mietvertrag zum 1. Dezember 1937 gekündigt werden. Die Finkenwalder Bekenntnisgemeinde hielt aber noch zwei weitere Jahre ihre Versammlungen in dem Gebäude ab.